# Svensktoppen 2007
Svensktoppen 2007 innebar nytt rekord då Benny Anderssons Orkester & Helen Sjöholm med melodin "Du är min man" den 1 april 2007 låg på listan för 143:e gången, och därmed slog Björn Skifs tidigare rekord på 142 veckor med melodin "Håll mitt hjärta" under perioden 27 april 2003-8 januari 2006.
Inslaget från den svenska Melodifestivalen 2007 var också stort, och innebar bland annat framgångar för melodierna "För att du finns" av Sonja Aldén, "I Remember Love" av Sarah Dawn Finer, "A Little Bit of Love" av Andreas Johnson, "The Worrying Kind" av The Ark och "Cara Mia" av Måns Zelmerlöw. Den först nämnda av dessa var mest framgångsrika på Svensktoppen under 2007.
Under året kom 59 melodier in på listan, vilket gav en omsättning på drygt 1,1 nykomlingar per vecka.
Den 14 oktober 2007 firades programmets 45-årsjubileum .

## Årets Svensktoppsmelodier 2007
| Nr | Sång                     | Framförd av                               | Poäng       | Antal veckor |
| -- | ------------------------ | ----------------------------------------- | ----------- | ------------ |
| 1  | För att du finns         | Sonja Aldén                               | 15363 poäng | 36 veckor    |
| 2  | Du är min man            | Benny Anderssons Orkester & Helen Sjöholm | 14218 poäng | 52 veckor    |
| 3  | I Remember Love          | Sarah Dawn Finer                          | 8953 poäng  | 30 veckor    |
| 4  | Stockholm i natt         | Peter Jöback                              | 6136 poäng  | 19 veckor    |
| 5  | A Little Bit of Love     | Andreas Johnson                           | 6067 poäng  | 20 veckor    |
| 6  | Om du lämnade mig nu     | Lars Winnerbäck & Miss Li                 | 6047 poäng  | 16 veckor    |
| 7  | Sjumilakliv              | Martin Stenmarck                          | 5678 poäng  | 15 veckor    |
| 8  | Värsta schlagern         | Markoolio & Linda Bengtzing               | 4799 poäng  | 17 veckor    |
| 9  | Visit to Vienna          | Sahara Hotnights                          | 4209 poäng  | 18 veckor    |
| 10 | Det kommer en vind       | CajsaStina Åkerström                      | 4119 poäng  | 20 veckor    |
| 11 | The Worrying Kind        | The Ark                                   | 3942 poäng  | 11 veckor    |
| 12 | Everything Changes       | Markus Fagervall                          | 3764 poäng  | 11 veckor    |
| 13 | Cara Mia                 | Måns Zelmerlöw                            | 3486 poäng  | 13 veckor    |
| 14 | Ingen sommar utan reggae | Markoolio                                 | 3373 poäng  | 12 veckor    |
| 15 | Prayer for the Weekend   | The Ark                                   | 3230 poäng  | 14 veckor    |